# فرانتس ماندل
فرانتس ماندل (آلمانی: Franz Mandl; ۴ اوت ۱۹۱۶ – ۴ فوریهٔ ۱۹۸۸) بازیکن فوتبال اهل اتریش بود.
از باشگاه‌هایی که در آن بازی کرده‌است می‌توان به باشگاه فوتبال فرست ویینا اشاره کرد.